# Pieve di Santa Maria Novella (Radda in Chianti)
La pieve di Santa Maria Novella è un edificio religioso che si trova nel comune di Radda in Chianti. Anche se semisconosciuta, per i suoi caratteri è da considerarsi uno dei più notevoli esempi di architettura romanica del territorio del contado fiorentino. In essa sono concentrati tutti i caratteri che formano il linguaggio espressivo, strutturale e formale dell'arte romanica del XII secolo.

## Storia
Il territorio in cui sorge la chiesa e che è compreso nel suo piviere presenta dei toponimi sia di chiara origine romana (Bugialla, Bracciano, Lusignano e Urliano) che di epoca longobarda (Monte Rinaldi e Camporèmpoli derivati da nomi germanici quali Rinaldo e Rimpulo) e dimostrano una antichissima organizzazione del territorio. Nei pressi di quello che era il maggior centro dell'epoca Castelvecchi venne fondata la nostra pieve anche se, come sempre in Toscana, la pieve sorse in posizione decentrata rispetto al centro abitato.
La chiesa eretta probabilmente nel X secolo è documentata per la prima volta in una pergamena del 1010 conservata nell'Abbazia di San Lorenzo a Coltibuono, in quel documento viene chiamata plebes Sanctae Mariae quae dicitur Novella. Col il termine novella nel medioevo veniva indicato un nuovo terreno messo a coltura.
Sulla pieve ebbero il loro patronato i signori del Castello di Monterinaldi, una famiglia imparentata con gli Ubaldini del Mugello. Il loro controllo sulla pieve è attestato da un documento risalente al 1043 col quale Landolfo, conte di Piancaldoli, con un dono mattutino (morgincap) regala alla sua sposa Aldina, figlia di Adoaldo degli Ubaldini, la quarta parte dei suoi beni tra cui era compressa la pieve di santa Maria Novella.In seguito il patronato della chiesa passò ad altre famiglie forse anche come conseguenza degli scontri che ci furono tra i nobili di Monterinaldi e gli abitanti di santa Maria Novella. Il piviere di Santa Maria Novella era molto esteso e occupava l'area tra la chiesa di Casole in Val di Greve includendo al suo interno diverse chiese suffraganee poste all'interno di centri fortificati come lo stesso Monterinaldi ma anche Volpaia, Albola, Lamole fino alla chiesa di Collepetroso in Val d'Arbia; il piviere era talmente ampio che andava a interessare ben tre valli e va ricordato che nel medioevo oltre alle funzioni religiose una pieve doveva svolgere anche funzioni per così dire laiche come la manutenzione delle strade pubbliche, compiti che in seguito passeranno alle Leghe territoriali che la Repubblica di Firenze creò per amministrare il suo territorio a partire dal XIII secolo.

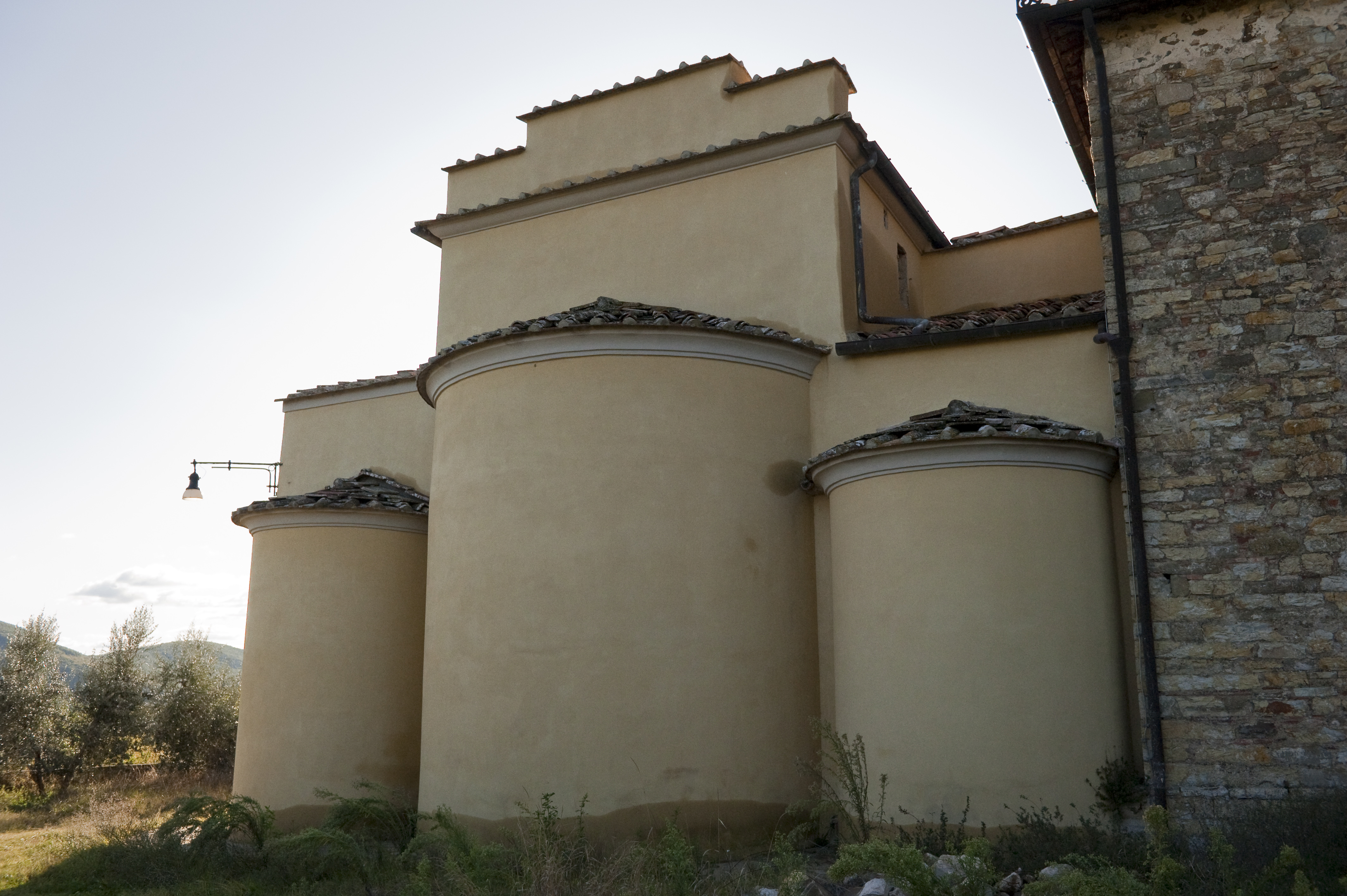
Abside

Tra le varie strade da lei curate c'era un diverticolo della via Cassia adrianea che dal Valdarno percorreva i fianchi orientali dei Monti del Chianti per terminare a Firenze. Questo diverticolo entrava in territorio fiorentino a Figline Valdarno poi passando per Dudda proseguiva per Ottavo, Lucolena, Dimezzano e una volta valicato il Monte San Michele proseguiva per Casole poi Lamole entrando così o in Val di Greve oppure svoltando per Volpaia entrava in Val di Pesa. Una volta entrata nella valle della Pesa toccava Bracciano, Castelvecchi, Santa Maria Novella e giungeva a San Cassiano dove trovava un guado, in seguito sostituito da un ponte. Da San Cassiano il percorso toccava Vècine e in seguito toccava Collepetroso per proseguire per la Valdelsa toccando prima il castello del Trebbio e poi Fonterutoli fino a scendere sul fondovalle dell'Elsa dove passava la via Francigena. Questo percorso altro non era che l'antichissimo tracciato della via etrusca che partendo da Volterra portava ai principali centri dell Val d'Elsa e del Chianti per terminare a Fiesole; di tale strada è attestata l'esistenza fin dal VII secolo a.C..
La chiesa era molto ricca già nel XII secolo quando disponeva di ingenti proprietà fondiarie e verso la fine del XIII secolo il pievano Lotteringo e il pievano Ottaviano furono nominati dalla Santa Sede quali collectores decimarum, esattori delle decime, per la diocesi di Fiesole rispettivamente nel 1276-77 il primo e tra il 1295 e il 1304 il secondo, che divise il compito con Ruggero Buondelmonti abate di Badia a Passignano. La ricchezza della pieve attirò l'attenzione di molti potenti prelati interessati a divenire pievani commendatari; tra i pievani sono da ricordare Jacopo di Pazzino de' Pazzi e il cardinale Giovanni Colonna, amico e protettore di Francesco Petrarca.
Nei secolo seguenti la ricchezza e di conseguenza il ruolo della pieve andarono diminuendo di importanza; nel XIV secolo venne inserita nel Terziere di Radda, uno dei tre terzieri che formavano la Lega del Chianti e tale situazione continuò fino al XVIII secolo quando a seguito delle riforme del granduca Pietro Leopoldo le leghe vennero sciolte e nacquero le moderne comunità.
La chiesa è stata restaurata completamente tra il 2008 e il 2009.

## Descrizione
La pieve di santa Maria Novella in Chianti consiste in una basilica a tre navate terminanti in altrettante absidi, divise da archi in successione, poggianti su pilastri rettangolari, alternati a colonne e a pilastri compositi.

### Esterno

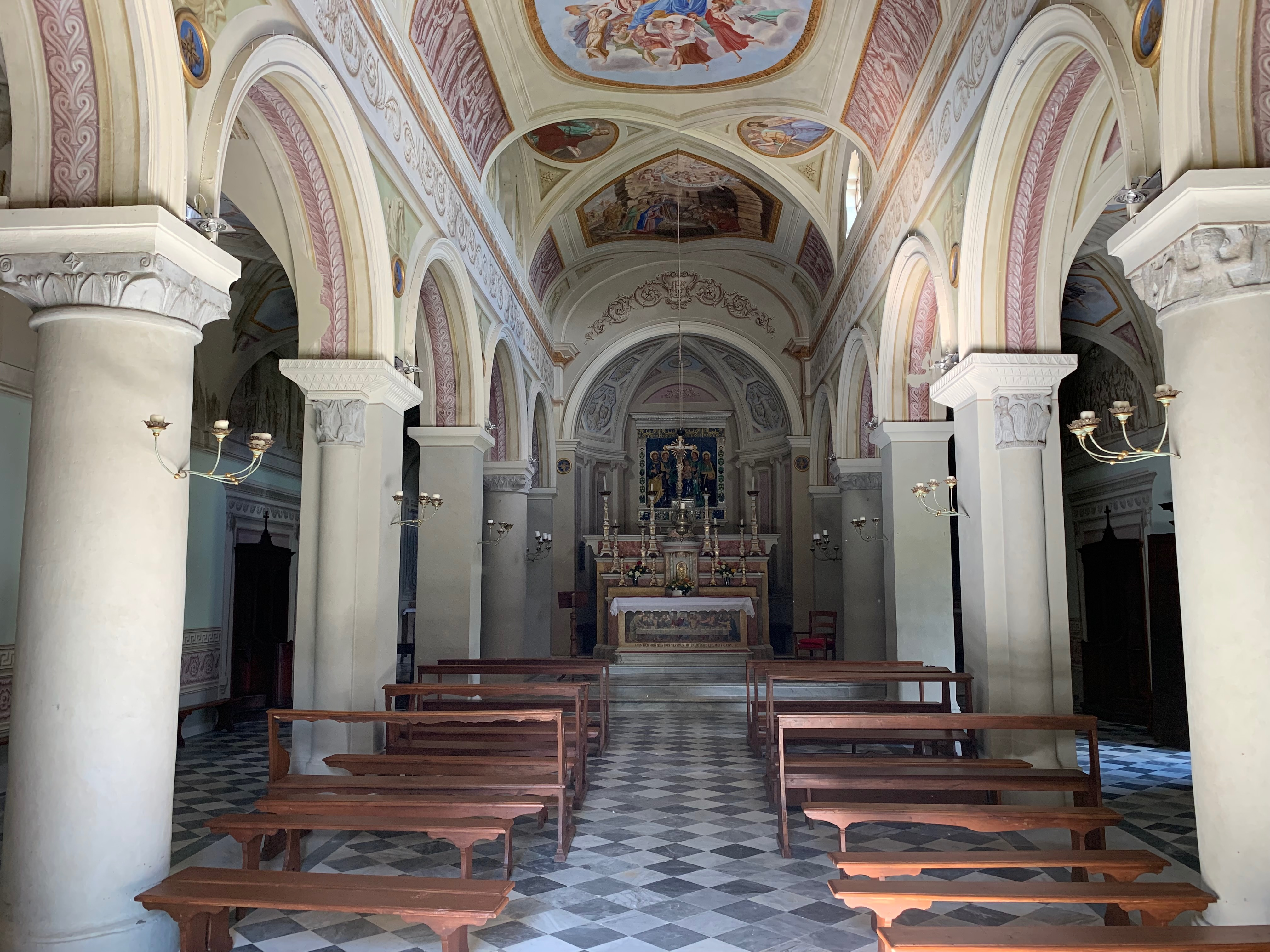
Interno

La chiesa si presenta secondo l'aspetto conferitole dai restauri ottocenteschi, restauri che erano in corso quando Emanuele Repetti iniziò il suo dizionario nel 1833 e a tal proposito scrive 
 I restauri hanno pesantemente alterato le strutture romaniche tanto che la chiesa, ad eccezione di colonne, archi, e capitelli è stata praticamente ricostruita ma sono presenti ancora elementi di notevole interesse.
Esternamente la pieve presenta un aspetto estremamente sobrio di stampo vagamente neoclassico. Sulle fiancate si aprono due finestre a campana per ciascun lato; né la facciata, né la tribuna presentano alcuna apertura. Nella tribuna sono visibili i volumi delle tre absidi; la centrale è quasi interamente frutto del rimontaggio ottocentesco mentre le due laterali sono state costruite ex novo in quella stessa occasione. Il campanile, posto sul fianco sinistro, è anch'esso un rifacimento ottocentesco anche se la base è di epoca romanica.

### Interno
All'interno la chiesa venne dotata di volte a vela affrescate così come furono affrescate le pareti laterali con motivi e disegni giudicati di pessimo gusto e di mediocre fattura.

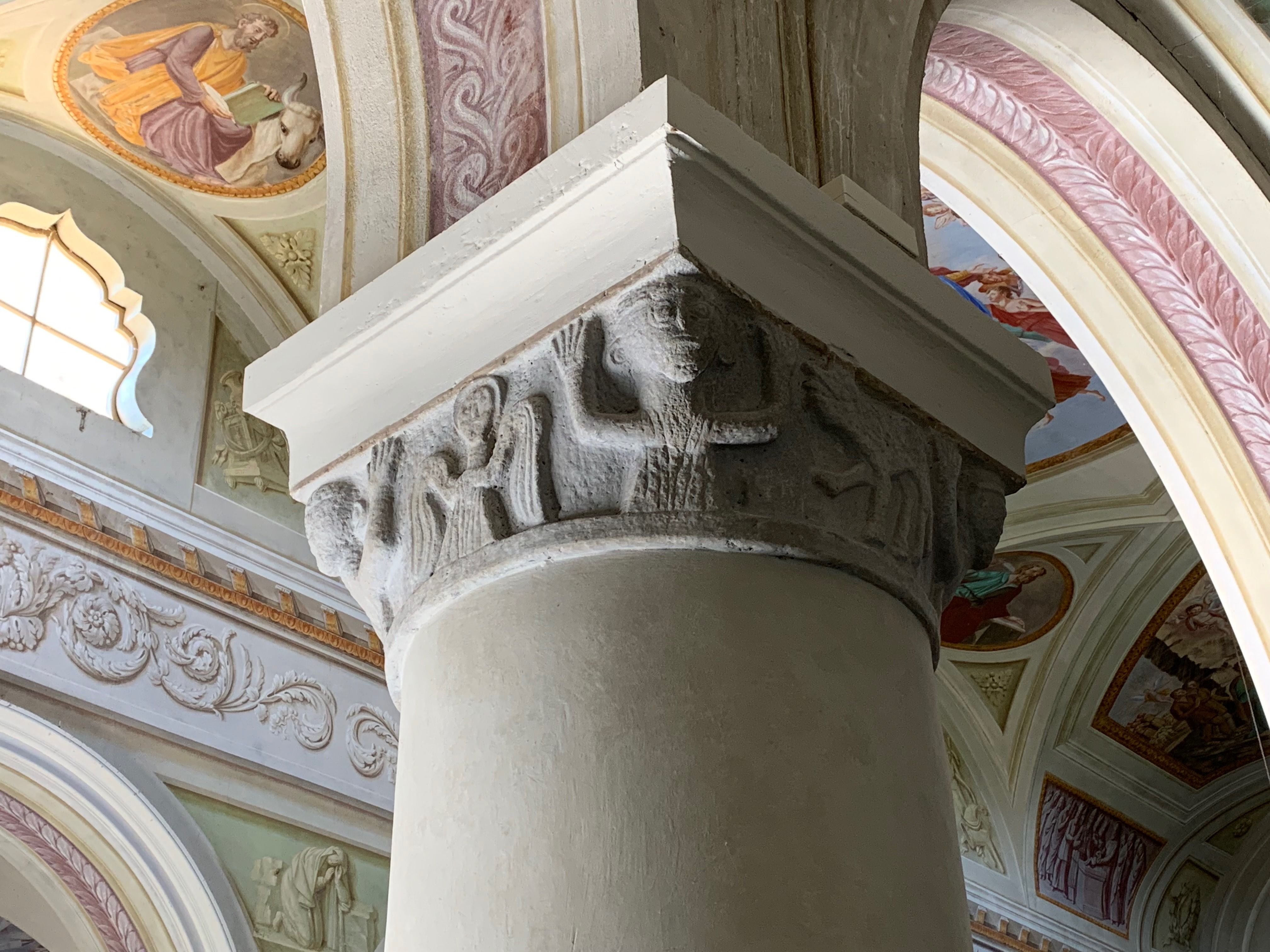
Uno dei capitelli romanici

Ben diverso è il caso della divisione spaziale dell'interno effettuata con l'alternarsi di pilastri, colonne e pilastri con semicolonne. Notevoli i capitelli che presentano tutti l'abaco e un ridotto pulvino oltre ad una grande varietà di forme. Partendo dal lato destro la prima colonna ha un capitello molto schiacciato e decorato con figure di oranti dall'aspetto mostruoso i quali come dei telamoni reggono l'abaco sovrastante e su ogni faccia sono rappresentati, anche se in maniera molto rozza, i simboli evangelici: toro, leone, Angelo ma il quarto, l'aquila, è stata sostituita da un quadrupede. Le successive colonne hanno tutte dei capitelli abbastanza schiacciati in altezza e presentano decorazioni con foglie acquatiche e stellette.
I quattro capitelli delle semicolonne addossate ai pilastri centrali sono di qualità maggiore e sono opera di un maestro più valente. Su tre di esse vi sono raffigurate due aquile ben modellate con in mezzo una palmetta stilizzata mentre nel quarto capitello vi sono due coppie di leoni ammusati. Nei pilastri il capitello manca ed è stato sostituito da una cornice smussata sormontata dall'abaco.
I capitelli di santa Maria Novella sono stati realizzati da maestri dotati di notevole fantasia anche se non dotati di grande tecnica. Tali capitelli ripetono i motivi tipici delle pievi romaniche del Valdarno superiore e del Casentino, motivi che sono foglie acquatiche, palme, figure bestiali e oranti. Lo stile appare da mettere in relazione con i maestri che lavorarono nella pieve di Gropina, nella pieve di Romena, nella pieve di Cascia, nella chiesa di Montemignaio e in quella di San Martino a Vado a Strada in Casentino, tutti lavori realizzati nella seconda metà del XII secolo. I maestri che qui lavorarono sono originari del Valdarno e si saranno formati con quei mastri che discesero in Toscana diffondendo le forme lombarde. Fu grazie alla notevole ricchezza di questa pieve, unita al fatto di essere in una zona rimasta in seguito ai margini delle principali vie di comunicazione, se questa è l'unica pieve del Chianti ad avere conservato i capitelli. 

#### Opere d'arte
All'interno della pieve si conservano una croce astile in rame dorato, databile al XII secolo, dall'espressività romanica peculiare delle oreficerie renane; due terrecotte invetriate della bottega di Santi Buglioni: la Madonna col Bambino tra i Santi Pietro, Lorenzo, Stefano e Paolo posta nel vano dell'abside centrale, con i protagonisti, raffigurati a figure bianche su fondo azzurro, inseriti in un frontone architettonico cinquecentesco sorretto da due colonne decorate con motivi di frutta multicolore; e il fonte battesimale di forma esagonale a formelle rettangolari. Cinque delle sei formelle sono originali e in esse i personaggi sono raffigurati con figure bianche e paesaggio di due colori. Ogni formella è divisa da lesene angolari e le scene rappresentate sono: San Giovanni nel deserto, San Giovanni in ginocchio di fronte alla Vergine, San Giovanni che battezza il popolo, il Battesimo di Gesù e Gesù che battezza le genti.
Oltre a queste opere la pieve conserva due tabernacoli rinascimentali in pietra serena collocati in corrispondenza del fonte battesimale e dell'altare maggiore. Nel primo lo sportello è inserito in una elaborata prospettiva architettonica con ai lati le figure di due profeti; nell'altro lo sportello è inserito in un ambito architettonico più semplice ma sempre di tipo classico. Sotto è la scritta S. Oleum Infirmorum.

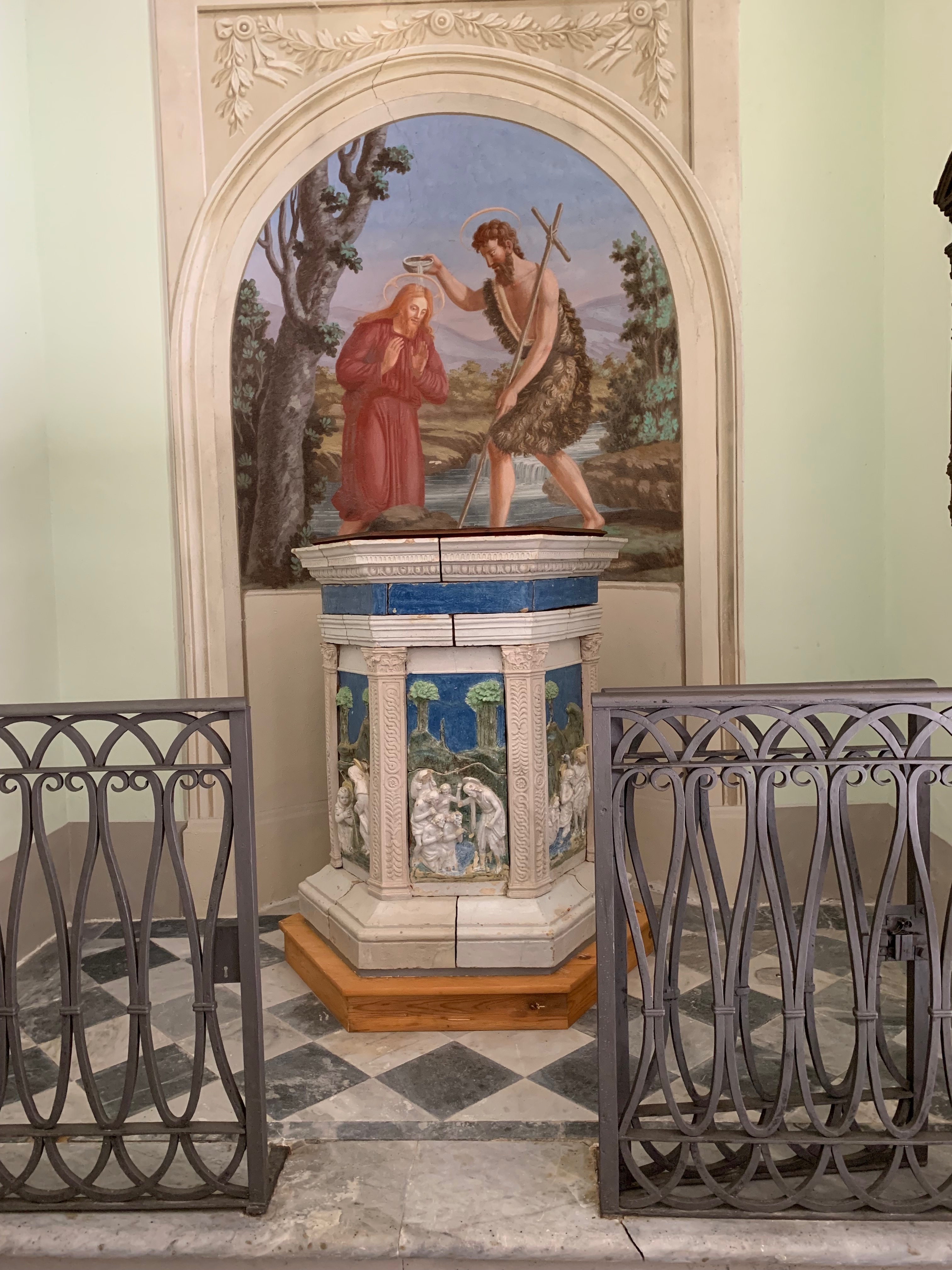
Fonte battesimale, opera di Santi Buglioni

## Piviere di Santa Maria Novella nel 1299
- Chiesa di San Lorenzo alla Volpaia
- Chiesa di San Cassiano (scomparsa)
- Chiesa di San Donato a Lamole
- Chiesa di San Pietro a Bugialla
- Chiesa di San Salvatore in Albola
- Chiesa di Sant'Andrea a Casole
- Chiesa di San Martino a Monterinaldi
- Chiesa di San Michele a Colle Petroso
- Chiesa di San Pietro a Montemuro